# Abigail Dent
Abigail Dent (conocida como Aby Dent; 4 de marzo de 2002) es una deportista canadiense que compite en remo. Participó en los Juegos Olímpicos de París 2024, obteniendo una medalla de plata en la prueba de ocho con timonel.

## Palmarés internacional
| Juegos Olímpicos | Juegos Olímpicos | Juegos Olímpicos | Juegos Olímpicos |
| Año              | Lugar            | Medalla          | Prueba           |
| ---------------- | ---------------- | ---------------- | ---------------- |
| 2024             | París (Francia)  | Medalla de plata | Ocho con timonel |